# Il salario della paura
Il salario della paura (Sorcerer) è un film del 1977 diretto da William Friedkin, remake del film italo-francese del 1953 Vite vendute, entrambi tratti dal romanzo di Georges Arnaud Le salaire de la peur del 1950.

## Trama
In quattro distinti episodi vengono presentati quattro personaggi che, per diversi motivi, si vedono costretti a fuggire ed a nascondersi dalla legge e non solo: Nilo, un sicario messicano, Kassem, un terrorista palestinese, Victor un truffatore dell'alta finanza francese, e Jack Scanlon, un piccolo delinquente di New York. Tutti si ritrovano, sotto false identità, a Porvenir, un lurido villaggio dell'America centrale dove vivono, in condizioni miserevoli, gli operai di una compagnia petrolifera americana, la cui attività costituisce l'unico mezzo di sostentamento della piccola comunità. Tutti vorrebbero fuggire da questo piccolo inferno e lasciare il paese ma i soldi necessari per potersi permettere il trasporto sono al di fuori della loro portata, sia per il miserevole salario che per il taglieggiamento della polizia, la quale pretende una quota per consentire agli immigrati clandestini di non essere espulsi.
La situazione politica del paese è instabile ed i ribelli fanno esplodere un pozzo di petrolio causando diverse vittime tra gli operai, bloccando sia l'attività estrattiva che la misera paga dei dipendenti. Per spegnere l'incendio è necessario l'utilizzo della dinamite ma quella a disposizione nel villaggio, a causa della trascuratezza, ha rilasciato la nitroglicerina e per questo, a causa della sua instabilità, è impossibile il suo trasporto in elicottero per le turbolenze, le quali, provocando il beccheggio del mezzo, farebbero esplodere il carico; la compagnia offre quindi una lauta ricompensa a chi trasporterà l'esplosivo via terra, attraverso la giungla, le paludi e le montagne, e tutti, a dispetto del pericolo, si offrono ma vengono scelti solo quattro operai: Jack, Victor, Kassem e Marquez, un clandestino di nazionalità tedesca che ha stretto amicizia con Kassem.
Una volta selezionato il personale vengono assemblati, utilizzando pezzi provenienti da autocarri in disuso, due camion ed ognuno di essi porterà tre casse di esplosivo; questo ingenera dubbi a Jack, il quale si rende conto che per l'operazione basterebbe una sola cassa e che quindi la compagnia ritiene che almeno uno dei due camion non ce la farà, e Victor chiede inutilmente il raddoppio della paga. Al momento della partenza Kassem scopre che Marquez è stato ucciso e che Nilo è pronto a sostituirlo; tutti capiscono che questi è il responsabile della sua morte ma, a dispetto del desiderio di giustizia sommaria del giovane arabo, il tempo stringe e le due coppie, Jack e Nilo nel primo camion e Victor e Kassem nel secondo, partono, distanziando i due mezzi di quindici minuti.
Il viaggio inizia in condizioni disperate: le strade sono fatiscenti e mal segnalate, le continue piogge rendono il terreno cedevole e limitano la visibilità ed i quattro devono fare fronte a difficoltà improvvise, quali l'attraversamento di un ponte di corde ed il crollo di un grosso albero che blocca la strada. Quando anche queste vengono superate e la meta si avvicina uno pneumatico del camion sul quale viaggiano Victor e Kassem esplode ed il mezzo cade in una scarpata, facendo detonare il carico ed uccidendo i due, mentre Jack e Nilo vengono bloccati da un gruppo di ribelli armati che vorrebbero impadronirsi del carico ma Nilo, grazie ad una pistola in suo possesso, riesce a reagire, venendo tuttavia ferito a morte nella sparatoria.
Jack, rimasto solo, prosegue verso il campo petrolifero e l'ultimo tratto, a causa della fatica e dell'enorme stress patito lungo il viaggio, che lo porta anche ad avere delle allucinazioni, sarà un ulteriore calvario e, dopo che il camion, danneggiato ed impossibilitato a proseguire, si ferma, gli ultimi chilometri saranno da lui percorsi a piedi con una delle casse di esplosivo in mano.
Tornato a Porvenir gli spetta l'intera paga che avrebbe dovuto dividere con gli altri tre coraggiosi autisti ma, mentre è in attesa dell'aereo che lo trasporterà via da quel posto, al villaggio arriva il sicario ingaggiato dal mafioso con il quale aveva il conto aperto, accompagnato da Vinnie, l'amico che lo aveva aiutato ad espatriare e che evidentemente ha aiutato questi a ritrovarlo.

## Produzione
Friedkin dovette chiedere i diritti ad Arnaud che, con sorpresa dello stesso regista statunitense, si disse contento del nuovo adattamento in quanto insoddisfatto del lavoro di Clouzot.
Nel film non viene indicato lo Stato di appartenenza del villaggio di Porvenir. Quando viene consegnato il regolare passaporto a Jack questo porta l'intestazione "Consulado Colombiano" ma i colori della bandiera sono mischiati ed è presente una stella che non compare nella bandiera della Colombia.

### Cast
- Roy Scheider, Jack Scanlon / Juan Dominguez: malvivente di New York che rapina l'incasso del bingo di una chiesa insieme a tre complici, uno dei quali ferisce il parroco, fratello di Carlo Ricci, un potente boss locale. Dopo che gli altri tre muoiono in un incidente stradale, Jack apprende dall'amico Vinnie di essere in cima alla "lista" di Ricci e viene da lui aiutato ad espatriare.
- Francisco Rabal, Nilo: un killer professionista messicano giunto al villaggio dopo l'ultimo delitto compiuto a Veracruz, forse con l'incarico di trovare ed uccidere Jack.
- Bruno Cremer, Victor Manzon / Serrano: un imprenditore parigino che, insieme al cognato, viene accusato di truffa ma ad entrambi viene concesso un termine di 24 ore per fornire garanzie di pagamento che solo il ricco suocero può offrire; questi però rifiuta ed il figlio, incapace di reggere alla vergogna ed al pericolo di una lunga detenzione, sceglie di suicidarsi mentre Victor abbandona frettolosamente la Francia.
- Amidou, Kassem / Martinez: un terrorista palestinese che, insieme a due compagni, ha compiuto un attentato a Gerusalemme ma, dopo che il loro nascondiglio viene scoperto ed i compagni uccisi dai soldati israeliani, egli è l'unico che fortunosamente riesce a fuggire.
- Friedrich von Ledebur, Carlos: anziano ex alto ufficiale tedesco, proprietario e gestore del "El Corsario", una tavola calda, unico punto di ritrovo del villaggio, con annesse alcune case da affittare. È l'unico personaggio a gestire una propria attività ed a possedere capitali ma, a causa del suo passato nazista, è impossibilitato a lasciare il paese.

La parte di Jack Scanlon, interpretata poi da Roy Scheider, era stata in precedenza rifiutata da Steve McQueen, Clint Eastwood e Jack Nicholson.

### Riprese
Gli episodi introduttivi furono girati rispettivamente a Veracruz in Messico, a Gerusalemme, a Parigi e ad Elizabeth nel New Jersey. La vicenda centrale del film è girata in Repubblica Dominicana, sebbene Friedkin avesse indicato l'Ecuador come sua prima scelta. La scena delle allucinazioni di Jack è stata girata nel suggestivo scenario del Bisti/De-Na-Zin Wilderness in Nuovo Messico.

## Colonna sonora
La colonna sonora è contenuta nell'album, pubblicato nel 1977 dal gruppo tedesco di musica elettronica Tangerine Dream, con il titolo originale del film: Sorcerer.
Il main title è stato usato come sottofondo del trailer del film I guerrieri della notte (1979).

## Distribuzione

### Date di uscita
- Stati Uniti: 24 giugno 1977
- Giappone: 11 marzo 1978
- Norvegia: 22 marzo 1978
- Danimarca: 31 marzo 1978
- Germania Ovest: 13 aprile 1978
- Finlandia: 21 aprile 1978
- Svezia: 5 giugno 1978
- Colombia: 17 agosto 1978
- Brasile: 4 settembre 1978
- Paesi Bassi: 12 ottobre 1978
- Francia: 15 novembre 1978
- Portogallo: 16 maggio 1980
- Turchia: 12 aprile 1982

### Titolo
Il titolo originale Sorcerer ("Stregone") si riferisce al nome di uno dei due autocarri impiegati per realizzare il trasporto dell'esplosivo, mentre l'altro mezzo si chiama Lazaro.

### Doppiaggio
Nella versione originale tutti gli attori parlano con la propria lingua sottotitolata, ad eccezione dei dialoghi tra protagonisti, tutti in lingua inglese, mentre la versione italiana è doppiata integralmente.

## Accoglienza

### Incassi
Il film ebbe un costo di 22 milioni di dollari, a fronte di un incasso di 12 milioni.

### Critica
All'uscita ebbe da parte della critica un riscontro negativo ma col passare degli anni il film è stato rivalutato, tanto da essere rimasterizzato per poter essere riportato nelle sale, cosa che però, in Italia non è accaduta.

## Riconoscimenti
- 1978 - Premio Oscar
  - Candidato al premio per il miglior sonoro

## Inesattezze storiche
- Nella versione originale in lingua inglese il personaggio di Carlos è indicato da Jack come "Nazi Reichsmarschal" (maresciallo nazista), mentre nella versione italiana come "ex feldmaresciallo delle SS". In realtà nelle SS questo grado era assente, ed il suo corrispondente nei gradi delle Schutzstaffel era quello di Reichsführer-SS, il quale tuttavia non era assegnabile ma riservato al Comandante Generale delle SS[4].

## Citazioni e omaggi
- Nel film comico Missione eroica - I pompieri 2 di Giorgio Capitani, la disastrata squadra capitanata da Lino Banfi si ritrova a dover completare una missione pressoché identica. Anche alcuni aspetti del pericoloso viaggio sono ripresi o parodiati, come l'utilizzo di due camion (perché almeno uno deve arrivare), la conseguente esplosione di uno dei due veicoli, o l'utilizzo della nitroglicerina per sgomberare un gigantesco ostacolo dalla strada (in questo caso, un enorme masso).
- Il film viene parodiato nell'episodio La Rivolta dei Mutanti di Futurama (Stagione VII, episodio 12), dove i protagonisti si dirigono verso un piccolo pianeta per consegnare un soufflé alla nitroglicerina attraversando un percorso spaziale pericoloso e pieno di ostacoli. Bender, infine, consegna il dolce oltrepassando un fatiscente ponte sospeso esattamente come nella pellicola.